# 特懷福德車站
特威福德站（英語：Twyford railway station）是英國英格蘭伯克郡特威福德的鐵路車站，距離倫敦帕丁頓車站約50公里。本站為大西部主線和亨利支線兩條鐵路的交匯站，提供大西部鐵路和伊利沙伯綫營運的本地列車服務。

## 歷史
第一個特威福德火車站於1839年7月1日開放，直到1840年3月30日成為大西部鐵路的終點站，等待桑寧切割工程的完成。這是一棟位於鐵軌北側、與軌道成直角的木建築。實際的月台位於行車線旁的一個迴圈上，服務於雙向行駛的列車，每個工作日有九班列車。稍向西側有一個臨時機車棚，從第一個終點站梅登黑德移到這裡。通往雷丁後，該棚被移除，並在偏西的南側設置了一個月台。月台兩端之間由一條人行道橫跨鐵路。
1846年，這些建築被替換為標準設計的磚石結構，並設有全方位的雨棚。這類似於現存於庫勒姆（Culham）的一棟建築。月台被改造以直接服務於運行的軌道。1857年建設的亨利支線導致上行月台向一個彎曲延伸，以匹配新的支線，並為支線列車創建了一個北面。貨物棚的重新定位也是必要的，因為新線路穿過了舊的貨場。由於延伸的月台阻擋了穿越主線的步道，因此提供了一座人行天橋。
1892年廣軌的消亡使大西部鐵路公司有機會將主線擴建至四線道，直至迪德科特（Didcot）。在特威福特，新的線路意味著需要在瓦爾瑟姆路橋（Waltham Road bridge）上建造第二個拱門，並將赫斯特路（Hurst Road）向南移動。車站被完全重建為大致上今天所見的樣子，設有新的月台（1號和2號）以服務快車道，並建造了一座新的人行天橋。牛棚和煤場建在亨利支線（5號月台）對面，並設有一個稱重橋，現在仍然可見（位於現今一間計程車公司辦公室外）。貨場被擴建，並建造了一個新的貨物棚。新的軌道佈局更為複雜，需要建造兩個信號箱，東信號箱和西信號箱，以取代原本位於上行月台旁人行天橋階梯旁的信號箱。
站長的房子建於1900年，此後直到1960年代才有顯著變化。1948年1月1日，大西部鐵路（GWR）被國有化，成為英國鐵路公司西部區的一部分，但除了新的標誌之外，這對特威福德（Twyford）的影響不大，直到1960年代。1961年，軌道工程被簡化，兩個信號箱被停用，並由一個位於上行緩解線和支線之間的V形區域的新信號箱取代。這個信號箱僅使用到1972年，之後所有信號控制轉移到雷丁。貨場和牛棚在1965年關閉，並被清理以提供現有的停車場。1975年，道路橋被重建，1號和2號月台被改造以減少車站的曲線，並使主線適合時速125英里（201公里/小時）的高速列車。
1989年，4號月台的主要建築物被徹底重建，內部改造成新的售票處和候車室。過程中建築物失去了煙囪，但島式月台建築上的煙囪仍然存在。此時，大西部鐵路的寶塔式自行車棚從4號月台移走，搬到前站長的房子花園裡，現在仍可見。
2005年，曾擔任16年站長並在當地鐵路工作了43年的諾曼·托普森（Norman Topson）因對鐵路業和社區的貢獻被授予MBE勳章。[2]
2009年夏天，車站的人行天橋被一個包含三部電梯的新天橋取代。新天橋位於舊天橋的原址，但只有一個通往4號和5號月台的樓梯，並且建得更高，以適應未來的電氣化需求。

月台佈局
車站有5個月台。1號和2號月台位於“主線”上，連接雷丁和倫敦，1號月台為“下行”線（來自倫敦）。3號和4號月台是“緩解線”月台，3號月台為“下行”線。5號月台是一個面向西方的盲端月台，只能通往亨利支線。4號月台也可通過兩個交叉道通往亨利支線：一個位於4號月台東側，另一個位於4號和5號月台之間的西側。全天候列車主要停靠在3號、4號和5號月台。然而，在高峰時段，往返倫敦柏露頓的快速列車使用1號和2號月台。各月台的長度不同。1號月台足夠容納一列八節車廂的列車；2號和4號月台各可容納一列九節車廂的列車；3號月台足夠容納十二節車廂；而5號月台僅能容納五節車廂的列車。
事故和意外事件：
多年来，特威福德發生了多起事故。最近的事故：
1981年12月19日，一列由亨利開出的列車，由117型柴油多單元列車（Class 117 DMU）組成，未能在5号月台停下，衝過了盡頭的缓衝器，最終停在停車場中。
2016年4月7日，一輛載客的列車被開往倫敦的貨運列車的氣流捲入，導致輛椅與列車接觸，乘客輕微受傷。